# Adnan Erkan
Adnan Erkan (Denizli, 15 gennaio 1968) è un ex calciatore turco, di ruolo portiere.